# Costume au XVe siècle

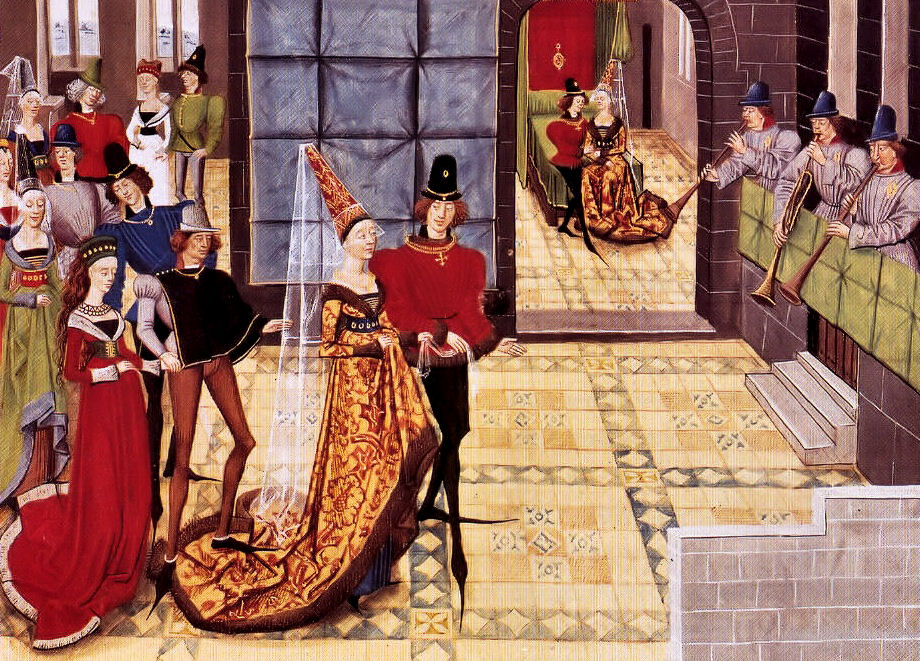
Loyset Liédet - Roman de Renaut de Montauban, (1462)

Le costume au XVe siècle en Europe a été caractérisé par une série d'extravagances, des robes volumineuses appelées houppelande sorte de robe de chambre, tantôt longue, tantôt courte, avec de très longues manches allant jusqu'au sol. Les chapeaux, chaperon et autres coiffures ont pris une importance croissante, ils étaient drapés, ornés de pierres précieuses, ou à plumes.
Alors que l'Europe continue d’être plus prospère, les classes moyennes urbaines et les travailleurs qualifiés commencent à porter des vêtements plus complexes et aboutis, et à suivre les modes fixées par les élites.

## Dominance de la cour de Bourgogne

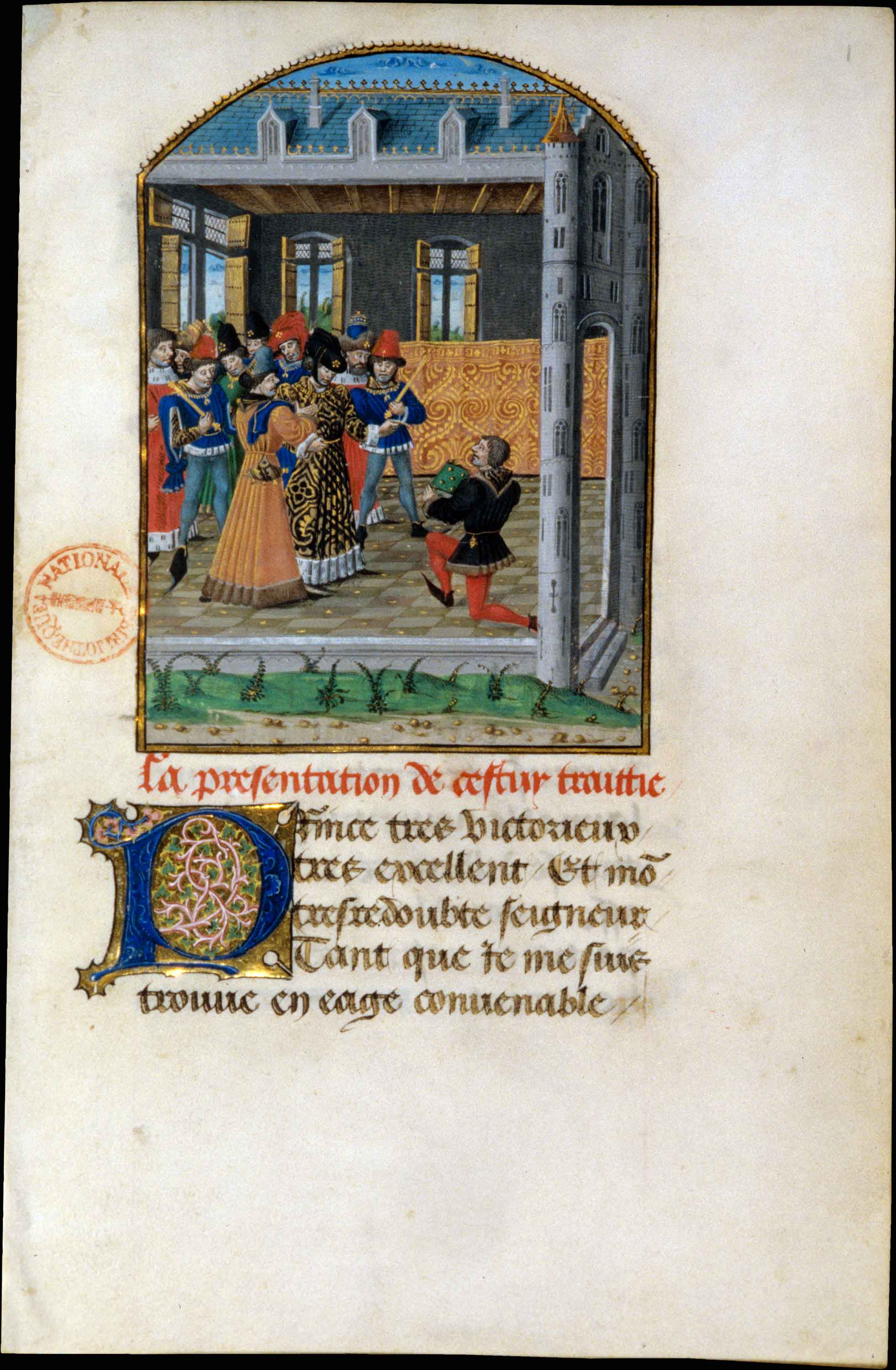
La cour de Bourgogne vers 1460. Maître de Johannes Gielemans

Avec l'Angleterre et la France embourbées dans la guerre de Cent Ans et ses conséquences, puis les Anglais dans la guerre des Deux-Roses à travers la plupart du siècle, la mode européenne au nord des Alpes a été dominée par la cour de Bourgogne. Après avoir ajouté la Hollande, le Hainaut, le Luxembourg et la Flandre à leur domination, les ducs de Bourgogne ont eu accès aux derniers tissus d'Italie et de l'Est et aux exportations de laine anglaise à travers les grandes villes commerçantes de Bruges et d’Anvers. L'État bourguignon est l'état le plus puissant et prospère d'occident et sa cour réglée par Philippe le Bon rayonne par son luxe, son faste et donne le ton dans l'ouest de l'Europe. De son côté, la cour française de Charles VII puis de Louis XI contraste par sa simplicité et son austérité.
Les achats de tissus par des marchands italiens, comme Giovanni Arnolfiniont contribué au développement de la filière textile flamande. Surtout à Florence, où les lois somptuaires ont même empêché les citoyens de porter des vêtements luxueux sur lesquels la fortune de la ville ont été construits.

## Les tenues
La mode du XVe siècle, tant pour les hommes que pour les femmes, est dominée par la houppelande appelée plus sobrement robe après le premier quart du siècle .

### Les hommes

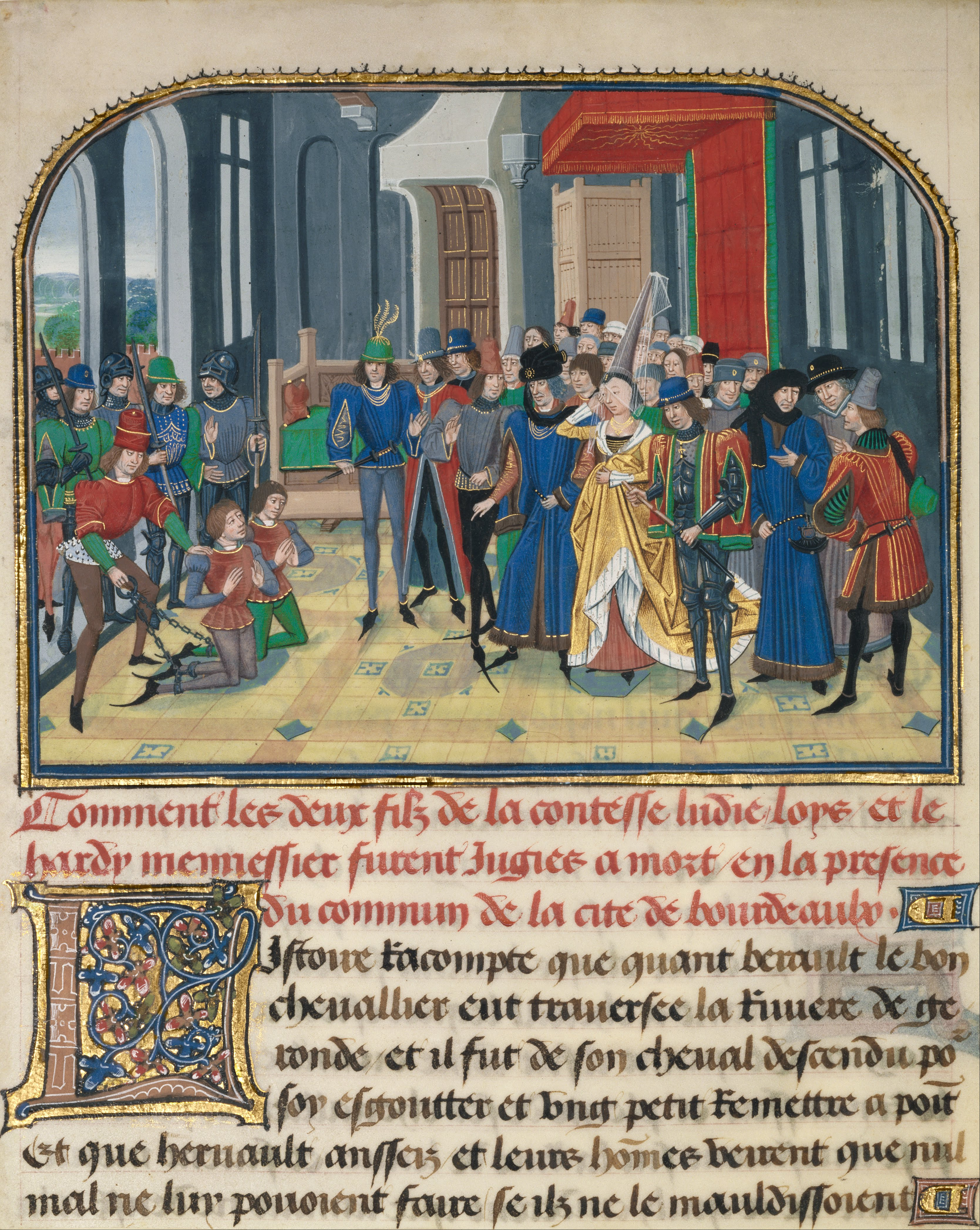
Panorama des différentes versions de la houppelande. Enluminure de Loyset Liedet, vers 1470

Jusqu'à la dernière décennie du siècle, les hommes ne portent que la houppelande. Mais celle-ci se décline en plusieurs tailles, selon l'époque et les circonstances. Elle peut être longue pour les cérémonies officielles, mi longues pour la vie courante et courte pour les bals et la dance. Ces deux dernières arrivent plus tardivement et sont en fait une évolution. Dans la dernière décennie, la houppelande sera remplacée par le manteau dans sa version longue et par le pourpoint dans sa version courte.
La houppelande se porte avec chausses (sorte de pantalon moulant) souvent noires et des poulaines (chaussures longues et pointues). Sur la tête peuvent être arborés plusieurs couvre-chefs très différents l'un de l'autre. Un chapeau de feutre, tel le chapeau à bec comme le portait Louis XI, soit un chapeau à plateau assez haut, ressemblant à un haut-de-forme arrondi, souvent garni de bijoux. On trouve aussi le bonnet de feutre ou plus emblématique de l'ère bourguignonne: le chaperon. Était également porté à la ceinture, comme accessoire de mode, une miséricorde ou dague à rouelle mais parfois aussi une aumônière richement brodée et décorée.

### Les femmes

Femme en robe à tassel vers 1455. Petrus Christus

Pour les femmes, on retrouve également la houppelande mais celle ci se voit progressivement remplacée vers le milieu du siècle par la robe dite à tassel ou robe à col en V, serrée par une large ceinture. Elle est directement inspirée de la houppelande dont on retrouve la forme. Le tassel était la pièce de tissus qui fermait le décolleté. Cette robe, plus ou moins épaisse selon l'époque de l'année peut être doublée de fourrure ou de satin. La coiffe discrète en début de siècle, va avec l'apparition du hennin, devenir de plus en plus haut et ostentatoire. Dès 1480, la robe à tassel commence à disparaitre pour laisser place un style renaissance.

## Evolution
Sur le XVe siècle la tendance du costume va en se raccourcissant pour les hommes. Entre 1430 et 1435 la mode subit une variation: la houppelande très longue, très ample avec de très larges manches au début du siècle, se raccourcis à mi jambe, puis a mi cuisse (vers 1460), pour devenir très cintré et près du corps et très court. Pour les femmes aussi la tendance est aux robes de moins en moins ample, de plus en plus cintrée à la taille et proche du corps dans sa partie haute.
Dans les choix des teintes sur le siècle, les couleurs sont de moins en moins chamarrées et devient plus discrètes voire plus austère, annonçant le siècle suivant.

## Tissus et fourrures 1400-1500
La laine était le tissu le plus populaire pour toutes les classes sociales, suivie par le lin et le chanvre. Les tissus de laine étaient d’un large éventail de qualités, ce drap était un des piliers de l'économie anglaise et a été exporté dans toute l'Europe. Les tissus de laine ont été teints dans des couleurs riches, notamment du rouge, du vert, or et bleu, bien que la couleur bleu était réalisable avec du pastel (et moins fréquemment l'indigo). On trouve dans les vêtements de l'époque du velour et du satin.
Le tissage de la soie a été établi autour de la Méditerranée au début du siècle, et les soies sont de plus en plus vues sur les costumes italiens et sur les robes des élites de toute l'Europe.
La fourrure était utilisée, la plupart du temps comme une doublure, par ceux qui pouvaient se l’offrir. Les fourrures d'écureuil gris et blanc du Moyen Âge, les vair et petit-gris, d'abord pour les hommes et pour les femmes, les fourrures de la nouvelle mode étaient brun foncé, la zibeline et la martes. Vers la fin du siècle, les fourrures d'animaux sauvages tels que le lynx sont devenues populaires. L’hermine est restée la prérogative et la marque de la royauté.

## Galerie

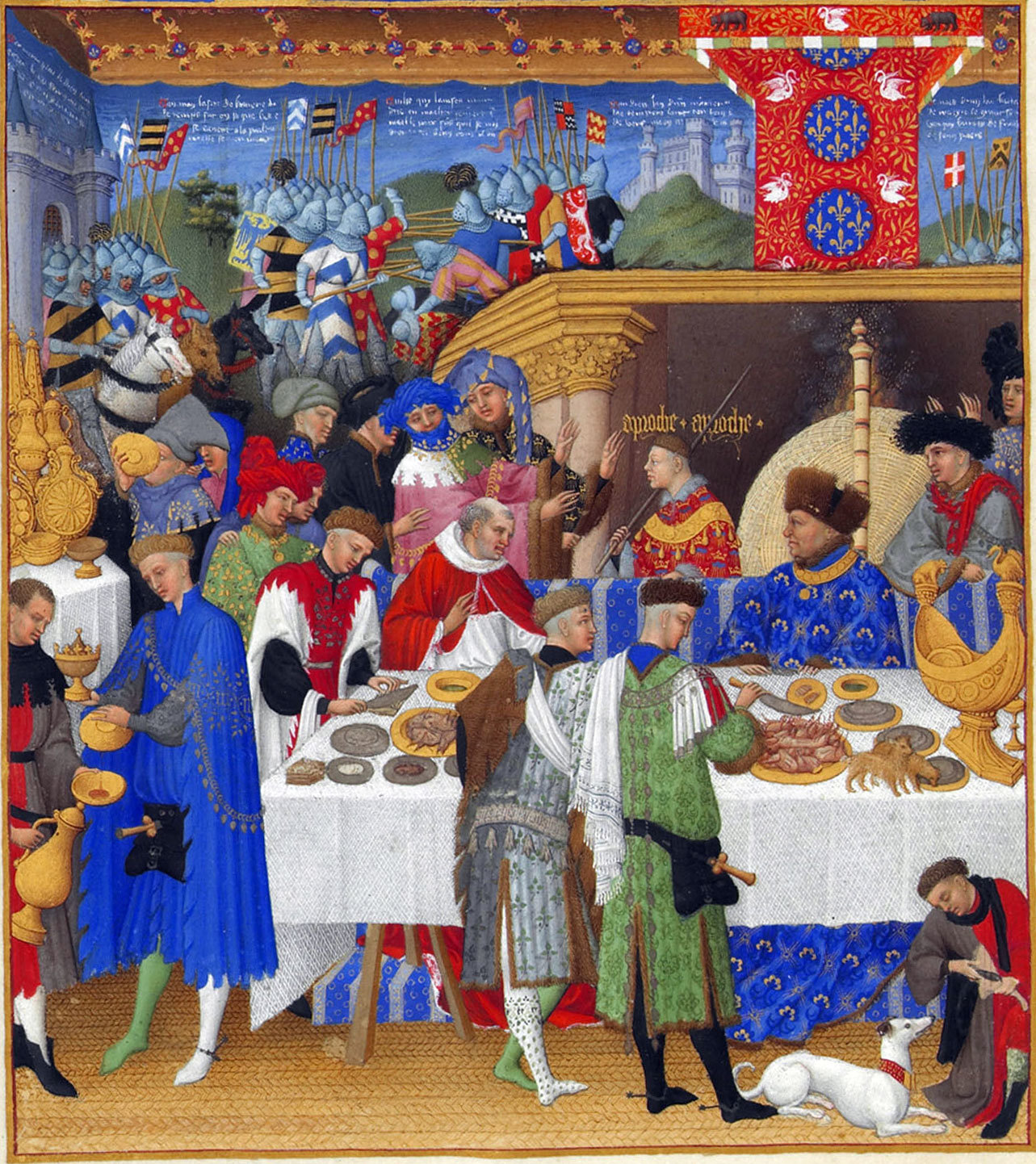
La cour du duc de Berry, vers 1410
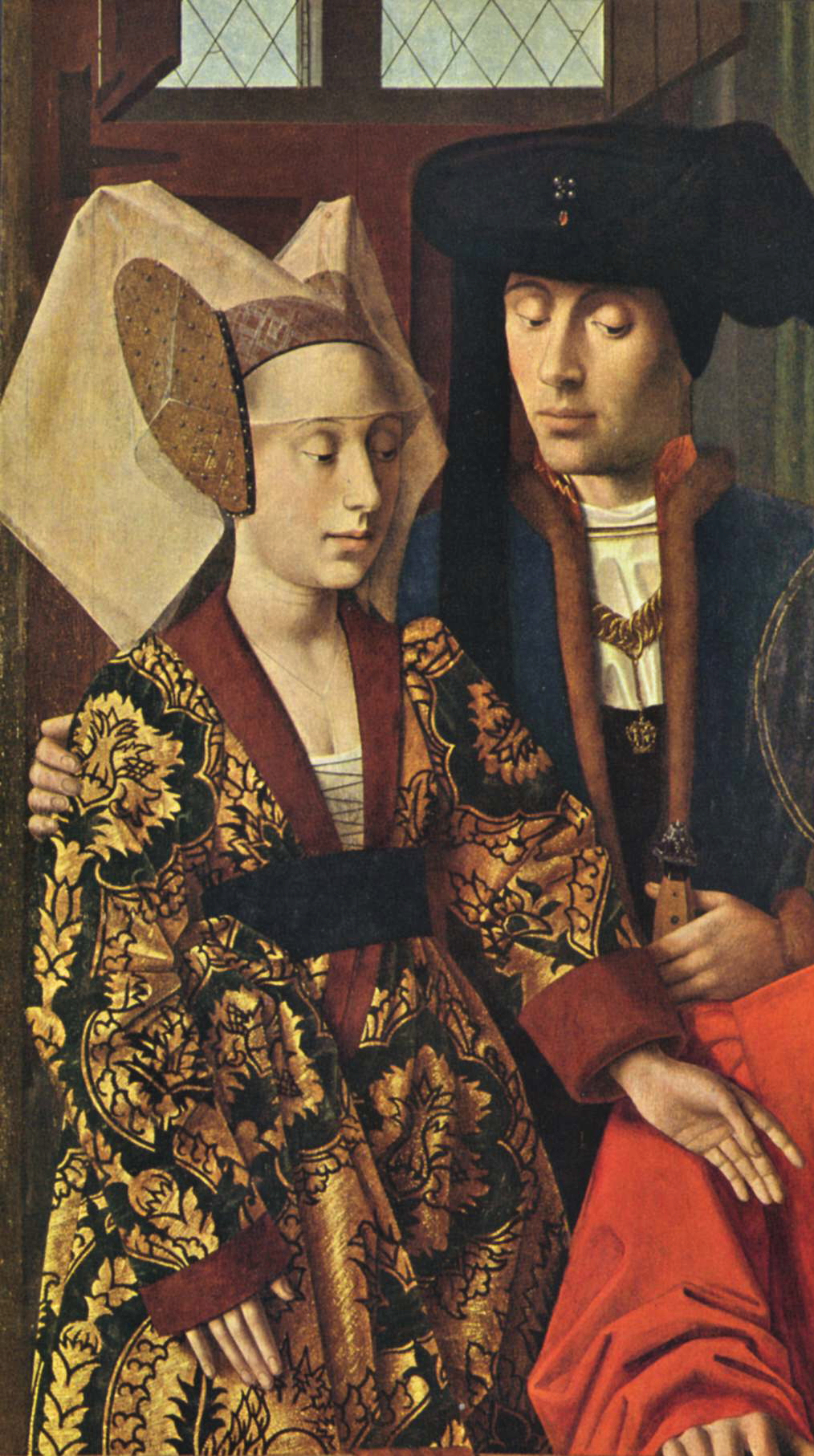
Couple en houppelande, vers 1440
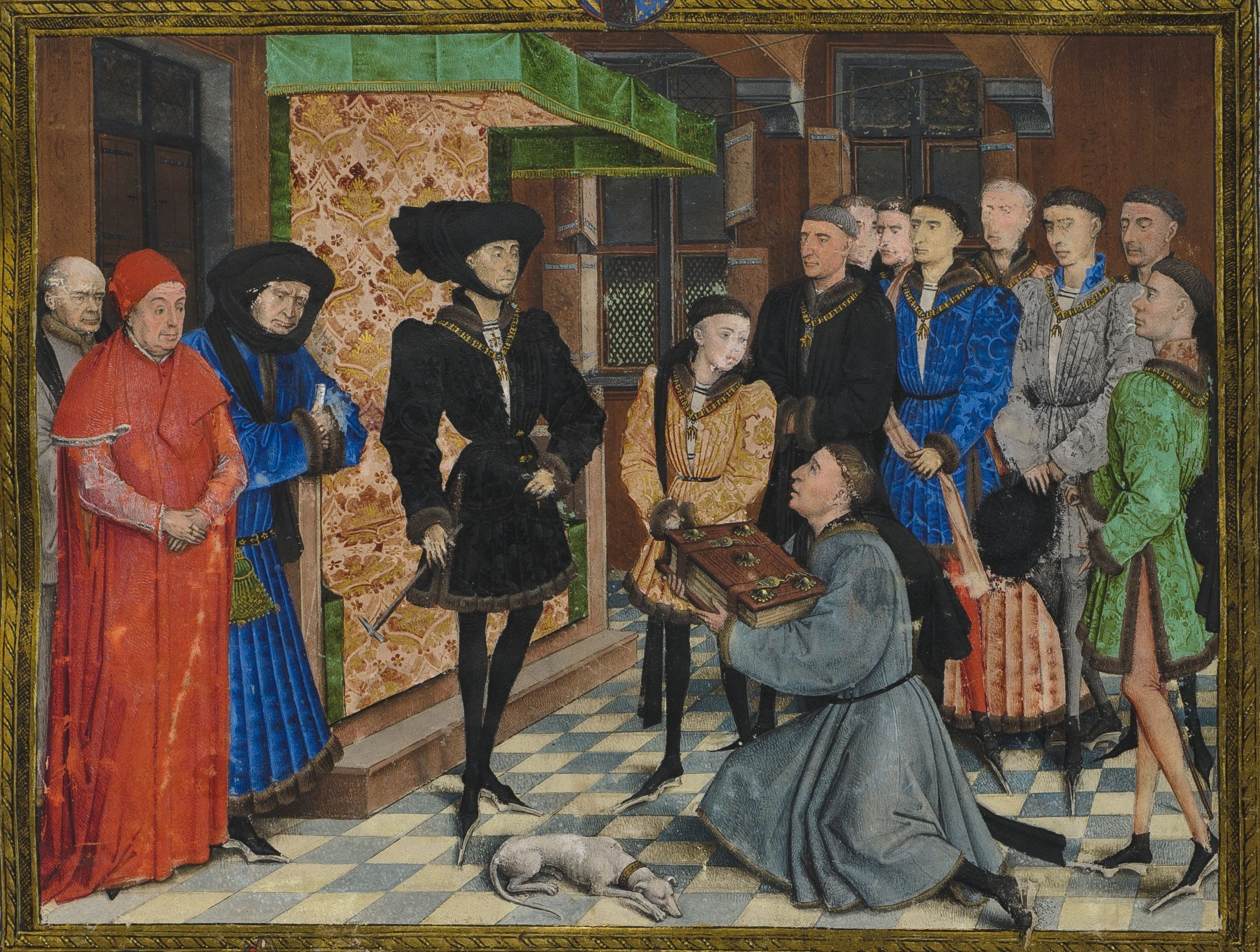
Cour de Philippe le Bon, en 1447
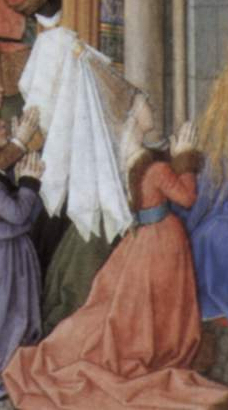
Femme avec un hennin vers 1460
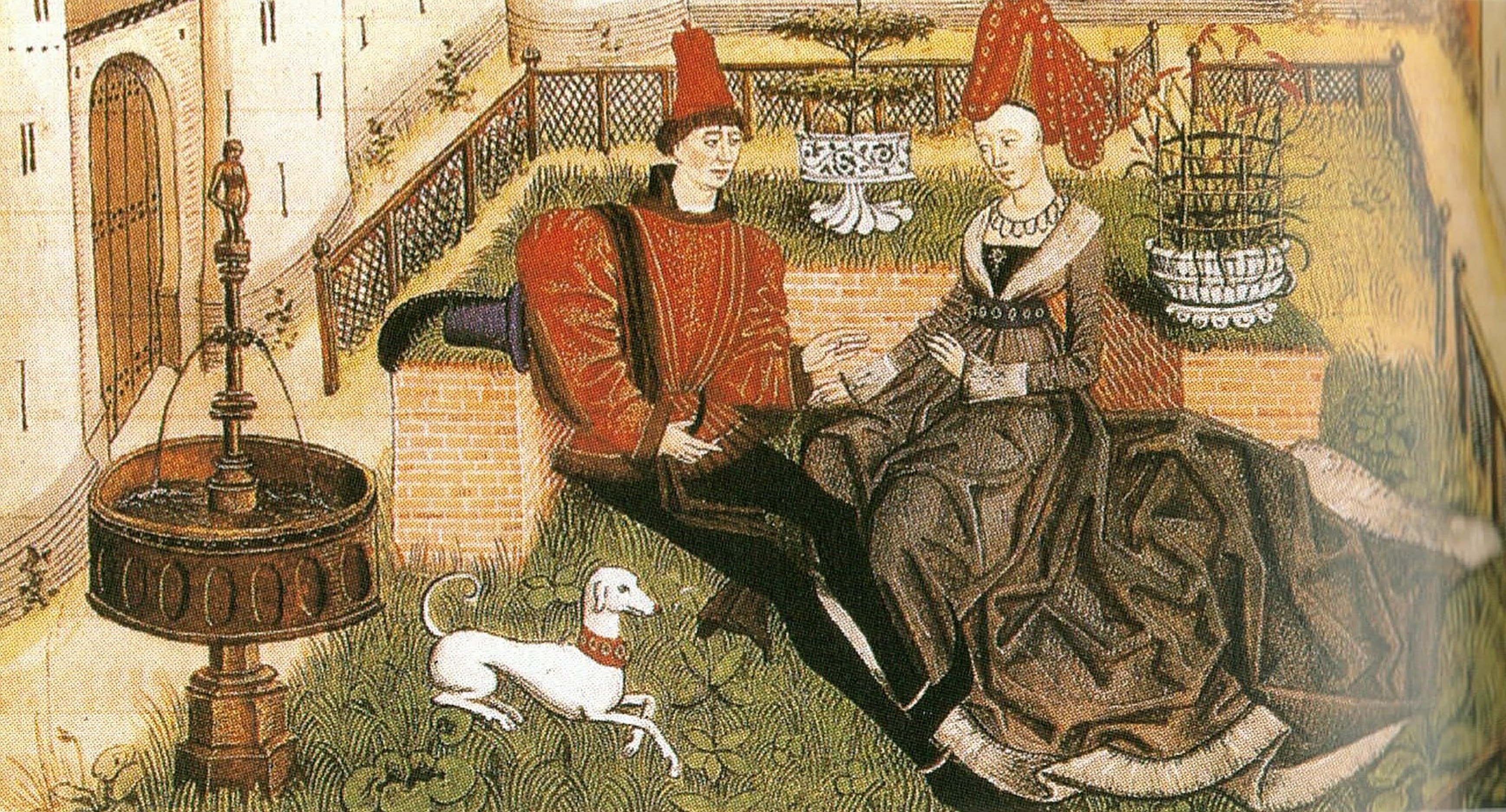
Homme en houppelande courte et femme en robe à tassel, vers 1470